# Kombinacja norweska na Mistrzostwach Świata Juniorów w Narciarstwie Klasycznym 2015
Kombinacja norweska na 35. Mistrzostwach Świata Juniorów odbyła się w dniach 4-7 lutego 2015 roku w kazachskim mieście Ałmaty. Zawodnicy rywalizowali w trzech konkurencjach: sprincie, zawodach metodą Gundersena oraz zawodach drużynowych.

## Wyniki

### Gundersen HS100/10 km
4 lutego
| Pozycja | Zawodnik              | Narodowość | Czas    |
| ------- | --------------------- | ---------- | ------- |
|         | Jarl Magnus Riiber    | Norwegia   | 25:54,2 |
|         | Paul Gerstgraser      | Austria    | +7,3    |
|         | Jakob Lange           | Niemcy     | +7,6    |
| 4.      | Bernhard Flaschberger | Austria    | +26,1   |
| 5.      | Lars Burås            | Norwegia   | +41,4   |
| 6.      | Noa Mraz              | Austria    | +44,9   |
| 7.      | Harald Johnas Riiber  | Norwegia   | +51,4   |
| 8.      | Antoine Gérard        | Francja    | +1:04,8 |
| 9.      | Paul Hanf             | Niemcy     | +1:08,0 |
| 10.     | Tomáš Portyk          | Czechy     | +1:13,1 |

### Sprint HS100/5 km
6 lutego
| Pozycja | Zawodnik              | Narodowość | Czas    |
| ------- | --------------------- | ---------- | ------- |
|         | Jarl Magnus Riiber    | Norwegia   | 12:21,8 |
|         | Jakob Lange           | Niemcy     | +47,4   |
|         | Kristjan Ilves        | Estonia    | +48,3   |
| 4.      | Tomáš Portyk          | Czechy     | +48,5   |
| 5.      | Paul Gerstgraser      | Austria    | +56,7   |
| 6.      | Harald Johnas Riiber  | Norwegia   | +1:00,4 |
| 7.      | Paul Hanf             | Niemcy     | +1:02,7 |
| 8.      | Lars Burås            | Norwegia   | +1:17,1 |
| 9.      | Marcus Torni          | Finlandia  | +1:19,5 |
| 10.     | Bernhard Flaschberger | Austria    | +1:23,7 |

### Sztafeta HS100/4x5 km
7 lutego
| Pozycja | Państwo           | Zawodnicy                                                       | Czas     |
| ------- | ----------------- | --------------------------------------------------------------- | -------- |
|         | Austria           | Thomas Jöbstl Bernhard Flaschberger Noa Mraz Paul Gerstgraser   | 48:41,4  |
|         | Niemcy            | Philipp Mauersberger Terence Weber Paul Hanf Jakob Lange        | +16,0    |
|         | Norwegia          | Simen Tiller Jarl Magnus Riiber Harald Johnas Riiber Lars Burås | +49,7    |
| 4.      | Finlandia         | Marcus Torni Leevi Mutru Eero Hirvonen Arttu Mäkiaho            | +3:00,8  |
| 5.      | Francja           | Antoine Gérard Tom Balland Nicolas Didier Laurent Muhlethaler   | +4:45,1  |
| 6.      | Japonia           | Yoshihiro Kimura Yūto Nakamura Hisaki Nagamine Ryōta Yamamoto   | +5:43,0  |
| 7.      | Stany Zjednoczone | Jasper Good Ben Loomis Ben Berend Koby Vargas                   | +7:09,9  |
| 8.      | Czechy            | Tomáš Portyk Martin Dufek Lukáš Daněk Tomáš Vančura             | +7:33,0  |
| 9.      | Słowenia          | Urh Krajnčan Vid Vrhovnik Leon Šarc Urban Klinc                 | +8:21,9  |
| 10.     | Kazachstan        | Ali Ajbiek Rasuł Gairbiekow Zulijar Kasimow Czingiz Rakparow    | +19:28,3 |

## Klasyfikacja medalowa
| Miejsce | Państwo  |   |   |   | złoto · srebro · brąz |
| ------- | -------- | - | - | - | --------------------- |
| 1.      | Norwegia | 2 | 0 | 1 | 3                     |
| 2.      | Austria  | 1 | 1 | 0 | 2                     |
| 3.      | Niemcy   | 0 | 2 | 1 | 3                     |
| 4.      | Estonia  | 0 | 0 | 1 | 1                     |